# Ernst Hanfstaengl
Ernst Hanfstaengl (Monaco di Baviera, 2 febbraio 1887 – Monaco di Baviera, 6 novembre 1975) è stato un imprenditore tedesco.

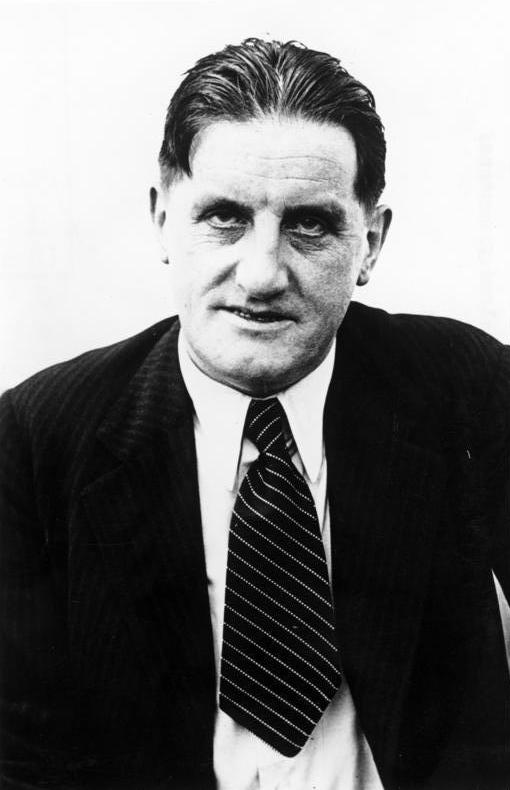
Ernst Hanfstaengl nel 1953

Fu amico personale e sostenitore di Adolf Hitler dagli inizi alla sua ascesa al potere.

## Biografia
Ernst Sedgewick Hanfstaengl, soprannominato "Putzi", nacque a Monaco di Baviera nel 1887. Si trasferì in gioventù negli Stati Uniti d'America, paese d'origine della madre, che proveniva da un'importante famiglia del New England che durante la guerra civile americana aveva dato due generali, John Sedgewick e William Heine. Nel 1909 si laureò all'Università Harvard, ove conobbe e divenne amico di Walter Lippmann, John Reed e Franklin Delano Roosevelt, futuro presidente degli Stati Uniti.
Nel 1921 tornò in patria accompagnato dalla moglie Helene Elise Adelheid Niemeyer, statunitense, imponendosi nel mercato dell'arte e divenendo influente rappresentante della borghesia bavarese. Poco dopo il suo ritorno nella città natale conobbe Adolf Hitler, di cui divenne amico ed alleato. Lo sostenne ed aiutò nel putsch di Monaco del 1923, tanto da ospitarlo in quei concitati giorni a casa propria. Nelle sue memorie Hanfstaengl sostenne di aver impedito il suicidio di Hitler, che avrebbe voluto porre fine alla sua vita a seguito dell'esito fallimentare del golpe.
Quando nel 1933 i suoi amici Roosevelt e Hitler giunsero al potere, Hanfstaengl fu contattato dal primo per raccomandarlo di curare i rapporti tra le due nazioni. Nello stesso anno fu il curatore del libro propagandistico Hitler in der karikatur der Welt, in cui venivano raccolte delle caricature di Hitler, realizzate tra il 1924 ed il 1933, in cui esse venivano "smentite" dai successivi eventi storici ed azioni del Führer. È da notare però che il nome di Hanfstaengl fu completamente rimosso nella successiva edizione popolare del 1938 a seguito della sua caduta in disgrazia agli occhi del governo tedesco. Per Georgi Dimitrov Hanfstaengl fu coinvolto insieme a Hitler, Hermann Göring e Joseph Goebbels nell'incendio del Reichstag, avvenuto il 27 febbraio 1933.
Hanfstaengl iniziò a perdere popolarità tra i dirigenti nazisti e lo stesso Hitler a causa della sua rivalità in ambito propagandistico con il potente ed influente Goebbels. Nel 1937 a seguito di alcune sue critiche sulle modalità dell'intervento tedesco nella guerra civile spagnola, Hanfstaengl venne imbarcato forzatamente su un aereo con destinazione sconosciuta, con solo una busta da aprire tassativamente in volo. Scoprì così di essere stato incaricato di servire il generale Francisco Franco come agente segreto nelle aree del conflitto spagnolo.
L'aereo, di cui Hanfstaengl provò a corrompere il pilota sperando di convincerlo a tornare indietro, atterrò a Berna (o Lipsia secondo quanto affermato da Albert Speer) attenendosi ai veri ordini di Hitler e Goebbels dato che l'intera vicenda non era in realtà che uno scherzo ordito per umiliare e punire "Putzi". Avendo compreso che la sua posizione nel Reich era ormai a rischio, Hanfstaengl fuggì dapprima in Gran Bretagna e poi negli Stati Uniti. Lì, a seguito dell'intervento statunitense nella seconda guerra mondiale, venne arrestato e condotto in un campo di prigionia in Canada, da cui fu liberato grazie alla sua amicizia con Roosevelt.
Il presidente statunitense lo chiamò a collaborare con l'Office of Strategic Services, per cui scrisse nel 1942 un lungo libro di memorie in cui descriveva le perversioni sessuali e la possibile omosessualità latente del Führer. Nel 1944 passò sotto il controllo delle autorità britanniche e nel 1946, terminata la guerra, tornò a Monaco. Nel 1957 pubblicò un libro di memorie, Unheard Witness, in cui vengono riportate ed arricchite molte delle informazioni rilasciate all'OSS.

## Vita privata
L'11 febbraio 1920, Ernst Hanfstaengl sposò Helene Elise Adelheid Niemeyer di Long Island; ebbero due figli: Egon Ludwig (che si arruolò nell'United States Army Air Corps) ed Hertha (morta a soli cinque anni). Ernst Hanfstaengl morì nel 1975 e venne sepolto nel cimitero di Bogenhausen, in Baviera.

## Influenza nella cultura di massa
La storia e il personaggio di Hanfstaengl compaiono nelle miniserie televisive Years of Nightmare (1989), basata sul romanzo di William L. Shirer, dove è interpretato da Ronald Pickup e Il giovane Hitler (2003), dove è interpretato da Liev Schreiber.